# Ахиджо, Ахмаду
Ахмаду́ Бабатура Ахи́джо (фр. Ahmadou Babatoura Ahidjo; 24 августа 1924, Гаруа — 30 ноября 1989, Дакар) — камерунский политический и государственный деятель, первый президент Камеруна (1960—1982).

## Биография
Родился в Гаруа (Французский Камерун) в семье деревенского старосты из народа фульбе; его предки по матери были в рабстве. Учился в исламской школе (мектебе), с 1932 года в государственной начальной школе. В 1938 году не смог сдать выпускные экзамены, после чего работал несколько месяцев при ветеринаре, затем вернулся в школу и смог сдать выпускные экзамены через год. Затем три года учился в административной школе (Ecole Primaire Supérieur) в Яунде. Во время учёбы отличился также в спорте (велосипедном и футболе). В 1942 году поступил на государственную службу в качестве радиста и работал на почтовую службу. Работа включала постоянные поездки по всей стране.
С 1946 года занялся местной политикой. В 1947 году был избран в первое законодательное собрание Камеруна, в 1956 году стал заместителем его председателя, а с 28 января по 10 мая 1957 года был председателем этого совещательного органа при французской администрации, носившего название Территориальной ассамблеи Камеруна. В том же году после предоставления Восточному Камеруну автономии он стал заместителем премьер-министра, отвечающим за внутренние дела в правительстве Французского Камеруна, возглавляемом Андре-Мари Мбида, а 18 февраля 1958 года стал премьер-министром Восточного Камеруна. 
Кроме того, входил в Ассамблею Французского союза и в 1954 стал её секретарём. Он также с 1958 года был лидером Камерунского Союза, партии, выступающей за объединение Британского и Французского Камеруна. Его подходу на сотрудничество с колониальными властями оппонировали радикальные антиколониалисты, объединённые в левый Союз народов Камеруна.
Когда Французский Камерун получил независимость в 1960 году, Ахиджо, занимавший пост премьер-министра, был избран его президентом, а впоследствии активно выступал за слияние с Британским Камеруном в единое государство.
В то время, как Ахиджо с 1961 года призывал к установлению однопартийного режима и в 1962 году издал декрет, запрещавший критику его режима, Андре-Мари Мбида, приговорённый на этом основании к трём годам тюремного заключения наряду с рядом других ведущих политиков, возглавил список Партии демократов Камеруна на выборах в законодательные органы в апреле 1964. ПДК была единственной политической партией, которая осмелилась участвовать в этих выборах (все заметные камерунские политики того времени уже были либо в изгнании, либо в тюрьме, либо были вынуждены вступить в партию власти). Результаты этих выборов, согласно многочисленным источникам, принесли крупную победу ПДК. Однако итоги были грубо фальсифицированы в пользу правящей президентской партии. Последовавшие массовые протесты были жёстко подавлены, а протестующих массово депортировали в печально известные концлагеря Мантум, Чоллире и Моколо.
В дальнейшем Ахиджо переизбирался на пост президента в 1965, 1970, 1975 и 1980 годах. 1 сентября 1966 года Камерун фактически стал при нём однопартийным государством во главе с партией Камерунский национальный союз, председателем которой он оставался на протяжении 1966—1983 годов (в парламент, Национальное собрание Камеруна, избирались только члены этой партии).
Как и другие современные ему африканские правители, использовал свой пост в первую очередь для укрепления своей личной власти, усиливая роль собственной партии в управлении страной. В 1976 году все политические партии, кроме его собственной, были запрещены. В начале 1970-х годов он принял новую конституцию, по которой Камерун стал унитарным государством, а автономия Британского Камеруна была упразднена, что вызвало недовольство в Британском Камеруне. При этом, хотя правление Ахиджо было диктаторским и опиралось на клиенталистскую систему, Камерун в годы его правления был одной из наиболее стабильных африканских стран, и экономика развивалась относительно успешно. Ахинджо называл проводимый им курс «планируемым либерализмом».
Ушёл в отставку 4 ноября 1982 года по состоянию здоровья (предполагается, что его личный врач, француз, обманул его). Через два дня пост президента занял премьер-министр Поль Бийя. Такая передача власти, от северянина-мусульманина к южанину-католику, крайне необычна для Африки, и причины отставки Ахиджо так и не вполне ясны. Одно из предположений состоит в том, что он рассчитывал на то, что новый премьер-министр, Белло Буба Майгари, также северянин и мусульманин, сможет прийти к власти, а роль Бийя полагал второстепенной. Так или иначе, Бийя остался у власти на 40 лет. Ахиджо сохранил пост председателя правящей партии Камерунский Национальный Союз, но добился того, что Бийя стал вице-президентом, и выказывал последнему всяческую поддержку, в 1983 году совершив путешествие по стране в его поддержку.
Однако позже в том же 1983 году отношения между Ахиджо и Бийя существенно испортились, и 19 июля 1983 года Ахиджо вынужден был эмигрировать во Францию, а Бийя занялся уничтожением упоминаний о нём, в частности, заменой портретов Ахиджо на свои, и устранением от власти сторонников Ахиджо. 22 августа Бийя объявил, что был раскрыт заговор с целью свержения власти и Ахиджо участвовал в этом заговоре. Одновременно Ахиджо выступил с резкой критикой Бийя, обвинив его в злоупотреблении властью. Примирение оказалось, несмотря на посредничество иностранных лидеров, невозможным, и 27 августа Ахиджо объявил об уходе с поста председателя Камерунского Национального Союза. В феврале 1984 года состоялся заочный суд над Ахиджо и двумя его сообщниками по обвинению в попытке государственного переворота, и он был приговорён к смертной казни, хотя Бийя позже заменил её на пожизненное заключение. Ахиджо со своей стороны отрицал участие в перевороте. В апреле 1984 года состоялась ещё одна попытка государственного переворота. Считается, что она была организована при участии Ахиджо.
Впоследствии попеременно жил во Франции, Испании и Сенегале. Умер в Дакаре 30 ноября 1989 года от сердечного приступа. Был похоронен на кладбище Бахия в Йоффе, самом большом мусульманском кладбище в Дакаре. В декабре 1991 года был официально реабилитирован в Камеруне, а в июне 2009 года было достигнуто соглашение о его перезахоронении в Камеруне.
Его именем назван стадион в Яунде.